# Tutuca
Usliver João Baptista Linhares, conegut pel seu nom artístic Tutuca   (Rio de Janeiro, 1932 - Rio de Janeiro, 3 de desembre de 2015), va ser un humorista i actor brasiler.
Va començar la seva carrera en la dècada de 1950. Va treballar en la ràdio, la televisió i el cinema, va ser graciós per naturalesa i no va haver de treballar intensament per iniciar bons riures de l'audiència. Va arribar a treballar també en algunes pel·lícules, entre elles una pel·lícula clàssica, El hombre del Sputnik (O Homem do Sputnik), Incluso bueno es el Carnaval (Bom Mesmo É Carnaval), Onanias, La Norma (Os Normais), El poderoso He-Man i War Rock. També és creador del personatge Magnólio Ponto Fraco. Va treballar al programa televisiu Noches Cariocas, Ciranda de Pedra, Apertura, Reapertura, A Praça é Nossa, Balança Mas Não Cai, Zorra Total, Sob Nova Direção i Coral dos Garçons.
En la ràdio, va participar dels programes Balança Mas Não Cai i A Turma da Maré Mansa.
Va presentar la comèdia El esposo de la Virgen, i va realitzar un tour que va passar per diverses regions del Brasil, i la seva actuació va ser molt elogiada.
Memorable per la seva expressió "xiiiiiii..." o "Ah, se ela me desse bola...".
En 1990 va contreure matrimoni amb Denise José da Silva. Van ser pares de dos fills i van estar junts 25 anys. Va morir el 3 de desembre de 2015, a 83 anys, d'una aturada cardiorrespiratòria.

## Filmografia
- 1959, El hombre del Sputnik (O Homem do Sputnik)
- 1962, Incluso bueno es el Carnaval (Bom Mesmo É Carnaval)
- 1974, Onanias
- 2003, La Norma (Os Normais)
- 2008, War Rock
- El poderoso He-Man

## Ràdio
- Balança Mas Não Cai
- A Turma da Maré Mansa

## Televisió
- Ciranda de Pedra jurat, convidat especial.
- Apertura
- Reapertura
- A Praça é Nossa
- Balança Mas Não Cai
- Zorra Total
- Sob Nova Direção
- Coral dos Garçons